# 石橋ゆう子
石橋 ゆう子（いしばし ゆうこ、1960年6月30日 - ）は、日本のAV女優。ロータスグループのアースプロモーション所属にしていたが、同グループの再編により新たにできたファンスタープロモーションに所属。

## 略歴・人物
2008年にAVデビュー。豊満な体型の熟女系AV女優。
AVの他、テレビのバラエティー番組にも出演している。

## 出演作品

### アダルトDVD
2008年
- 初撮り五十路妻ドキュメント（8月7日、センタービレッジ）
- 五十路近親相姦（8月14日、センタービレッジ）
- 素人熟女企画 夫に見られながら中出しされてみませんか?（8月15日、ネクストイレブン）
- 母を酔わせてSEXする（8月20日、ネクストイレブン）
- 嫉妬に濡れた母さんの花びら（9月25日、センタービレッジ）
- 母のお仕置き（10月4日、ルビー）
- 巨乳義母はスパンキングが大好きで 石橋ゆう子48歳（10月25日、現映社）
- 近○相姦白書 母の寝室、息子の寝床（10月25日、サイドビー制作室）
- 母さんとしたい!（11月7日、マドンナ）
- 母と息子の近親相姦 豊乳淫母編 石橋ゆう子48歳（11月8日、ルビー）
- 中出し近親相姦 母子熱愛（11月22日、センタービレッジ）※AVGP2009 熟女作品部門エントリー作品

2009年
- 母子交尾 【沼田路】（1月10日、ルビー）
- 熟成肉ぶとん 5（2月7日、マドンナ）
- 実録!近親相姦 巨乳お母さんの悩殺マッサージ 9（2月14日、ルビー）
- となりの奥さん（2月25日、マドンナ）
- 明るい家族計画（4月19日、ROOKIE）
- 豊満!むっちり肉汁三人衆（5月16日、ルビー）
- 中出しソープ 麗しの熟女湯屋 巨乳巨尻［四十路］おかあちゃんの里（6月10日、グローバルメディアエンタテインメント）
- マドンナ学園 7 〜激情の文化祭闘争〜（10月25日、マドンナ）

2012年
- 熟犯 撮り下ろしレイプ（6月10日、KTファクトリー）
- ど淫乱熟女が逆ナンパして逆レイプ!!（10月20日、ネクストイレブン）

2013年
- 働くおばさん 勤務中に性処理いたします。（4月20日、ネクストイレブン）
- 集団乱交 3対3 6Pスワッピング（8月5日、ジャネス）
- 人妻スワッピング 五十路編 〜男に飢えた熟女たちのヤリコンパーティー〜（8月15日、AMORE）
- ムチムチ! スポーツ・団地妻（8月20日、ネクストイレブン）
- 青姦熟女 たるんだ肉体と性を青空の下で開放する 10人4時間（9月12日、ルビー）

2014年
- 欲求不満な熟女妻たち15名が勃起チ○ポを喰いまくる大乱交パーティーは ドいやらしい!マ○コ交尾で本性丸出し!!（5月9日、なでしこ）
- いやらしい熟女たちがド淫語で鬼コキ!（5月13日、Mスナイパー）
- こっそり熟女たちが集団でオナニーしながらセンズリを見てイクッ姿に興奮ついでに喰わえて精子をしぼり取る（5月27日、センズリ倶楽部）

2015年
- 田舎の近親相姦 巨乳母たちの憂鬱（3月25日、グローバルメディアエンタテインメント）
- お義母さん、にょっ女房よりずっといいよ（4月9日、タカラ映像）
- スケベ熟女の極楽洗体湯屋（5月20日、ネクストイレブン）

他
2016年
- 母の股間は夜ひらく（9月8日、タカラ映映像）

## テレビ
- ゴッドタン 「DVD発売&SP大成功記念緊急企画 雑ガマン選手権」（2010年1月27日、テレビ東京）
- 魚拓と成瀬のツキとスッポンぽん #25・#26（2015年2月22日,3月1日、パチ・スロ サイトセブンTV）

## インターネットテレビ
- スパローズのギリギリセーフ!? #77（2014年8月27日、ニコニコ生放送）